# Sam Hazeldine
Samuel 'Sam' Hazeldine (Londen, 29 maart 1972) is een Brits acteur.

## Biografie
Hazeldine werd geboren in de Londense wijk Hammersmith als zoon van acteur James Hazeldine. Hij groeide op met zijn familie in Manchester en Tottenham waar hij de basisschool doorliep aan de Lancasterian Junior School. Hierna verhuisde hij met zijn familie naar Stratford-upon-Avon, om daarna weer te verhuizen naar Banbury waar hij de middelbare school doorliep aan de Banbury Academy. In 1993 stopte hij met zijn studie aan de Royal Academy of Dramatic Art in Bloomsbury om zich te wijden aan zijn acteercarrière. 
Hazeldine begon in 2000 met acteren in de film Offending Angels, waarna hij nog meerdere rollen speelde in films en televisieseries in zowel Engeland als in Amerika. 

## Filmografie

### Films
Uitgezonderd korte films.
- 2024: Een schitterend gebrek - als Jamieson
- 2022: Kira & El Gin - als Harvey
- 2021: The Last Duel - als Thomin Dubois
- 2021: The War Below - als William Hawkin
- 2021: Dark Corners - als Strachan
- 2020: Max Cloud - als Tony
- 2020: Marionette - als Josh
- 2019: Elizabeth Is Missing - als Tom
- 2019: Killers Anonymous - als senator Kyle
- 2018: Last Supper - als Vincent
- 2018: Ashes in the Snow - als Kostas Vilkas
- 2017: The Hitman's Bodyguard - als Garrett
- 2016: The Journey Is the Destination - als O'Reilly
- 2016: Learning to Breathe - als Noah
- 2016: Mechanic: Resurrection - als Riah Crain
- 2016: The Huntsman: Winter's War - als Leifr
- 2016: Grimsby - als Chilcott
- 2015: Cherry Tree - als Sean
- 2014: Still - als Josh
- 2014: '71 - als C.O.
- 2014: The Monuments Men - als kolonel Langton
- 2013: The Machine - als James
- 2012: Dead Mine - als Stanley
- 2012: The Raven - als Ivan
- 2012: Riot on Redchurch Street - als Ray Mahoney
- 2012: Scruples - als Paul Prince
- 2011: Don't Let Him In - als Shawn
- 2011: Weekender - als Maurice
- 2010: The Wolfman - als Horatio
- 2007: Persuasion - als Charles Musgrove
- 2007: The Extraordinary Equiano - als kapitein Pasqual
- 2005: Chromophobia - als Muso Assistant
- 2004: Bridget Jones: The Edge of Reason - als journalist
- 2004: Passer By - als jongeman
- 2000: Offending Angels - als zanger

### Televisieseries
Uitgezonderd eenmalige gastrollen.
- 2024: Masters of the Air - als luitenant-kolonel Albert 'Bub' Clark - 3 afl.
- 2021-2023: The Witcher - als Eredin - 2 afl.
- 2023: Rain Dogs - als Paul - 4 afl.
- 2022: The Sandman - als Barnaby - 2 afl.
- 2022: Slow Horses - als Moe - 2 afl.
- 2019: Temple - als Jack - 5 afl.
- 2018: The Innocents - als John - 8 afl.
- 2018: Requiem - als Sean Howell - 4 afl.
- 2017: Knightfall - als Godfrey - 3 afl.
- 2014-2015: Resurrection - als Caleb Richards - 13 afl.
- 2015: The Dovekeepers - als Flavius - 2 afl.
- 2014: Peaky Blinders - als Georgie Sewell - 5 afl.
- 2013: Lightfields - als Albert Felwood - 5 afl.
- 2013: Silent Witness - als Scott Lambert - 2 afl.
- 2010: The Little House - als David - 2 afl.
- 2008-2009: The Kevin Bishop Show - als stem - 10 afl.
- 2005-2008: New Tricks - als Mark Lane - 2 afl.
- 2007-2008: Midsomer Murders - als Simon Dixon - 4 afl.
- 2005: Dalziel and Pascoe - als Sean Doherty - 2 afl.
- 2003: Prime Suspect 6: The Last Witness - als DC David Butcher - ? afl.

### Computerspellen
- 2005: Harry Potter and the Goblet of Fire - als Barty Crouch jr.

- Bibliothèque nationale de France: cb16541410b (data)
- Gemeinsame Normdatei: 1061624595
- International Standard Name Identifier: 0000 0000 5071 9129
- Library of Congress Control Number: no2009011642
- MusicBrainz: d203eed6-9a06-4521-af75-8f0942efdacc
- Système universitaire de documentation: 225560747
- Virtual International Authority File: 222793880
- WorldCat: E39PBJmHPCp67Fpf9BkQy7gMyd